# O Mundo do Circo
O Mundo do Circo (em inglês:  Circus World) é um filme norte-americano de 1964, do gênero drama, dirigido por Henry Hathaway e estrelado por John Wayne, Claudia Cardinale e Rita Hayworth.

## A produção
O filme é frequentemente comparado a The Greatest Show on Earth, de Cecil B. DeMille, mas perde tanto artisticamente quanto em termos de sucesso junto ao público.
O roteiro foi desenvolvido por James Edward Grant, Julian Zimet e Ben Hecht (o seu derradeiro para o cinema), a partir de uma história de Nicholas Ray e Philip Yordan. Yordan, na verdade, assinou por Bernard Gordon, que estava na Lista Negra de Hollywood e, portanto, não podia assumir nenhum trabalho.
O produtor Samuel Bronston construiu um estúdio na Espanha no início da década de 1960 e passou a realizar superproduções espetaculares, das quais a primeira foi King of Kings e a última, Circus World.
O filme foi rodado pelo processo Super Technirama 70 e lançado em Cinerama nos cinemas onde isso era possível.
Circus World recebeu um Globo de Ouro pela canção homônima, composta por Dimitri Tiomkin e Ned Washington.

## Sinopse
Matt Masters leva seu circo para a Europa, na tentativa de escapar da bancarrota, mas acaba por perdê-lo em um naufrágio nas costas da Espanha. Enquanto procura Lili, sua amada que fugira para a Alemanha 14 anos antes, Matt consegue reerguer seu espetáculo e torna-se grande sucesso no continente.

## Principais premiações
| Prêmio        | Categoria                                                              | Situação                                                |
| ------------- | ---------------------------------------------------------------------- | ------------------------------------------------------- |
| Golden Globe  | Melhor Canção Original Melhor Atriz em Filme Dramático (Rita Hayworth) | Vencedor[carece de fontes?] Indicado[carece de fontes?] |
| Golden Laurel | Melhor Ator (John Wayne)                                               | Quarto Lugar[carece de fontes?]                         |

## Elenco
| Ator/Atriz        | Personagem   |
| ----------------- | ------------ |
| John Wayne        | Matt Masters |
| Claudia Cardinale | Toni Alfredo |
| Rita Hayworth     | Lili Alfredo |
| Lloyd Nolan       | Carson       |
| Richard Conte     | Aldo Alfredo |
| John Smith        | Steve McCabe |